# 라오빙
라오빙(중국어 간체자: 烙饼, 정체자: 烙餅, 병음: làobǐng)은 베이징을 포함한 중국 북부에서 유명한 발효되지 않은 납작빵의 일종이다. 라오빙은 때때로 "차이니스 팬케이크"(Chinese pancake)로 불리기도 한다.
크기는 보통 피자와 같은 크기이며 프라이팬을 다 채울 만큼 크기도 하다. 두께는 약 1 센티미터 가량이고 질감은 쫄깃쫄깃하다. 라오빙은 물론 다른 종류의 빙 또한 소금, 밀가루, 물이 공통적으로 들어가며, 프라이팬에 구워진다. 많은 라오빙은 평평하고 흑설탕이나 파가 속에 들어가기도 한다. 라오빙을 섭취할 때는 조각을 내서 먹는다. 중국 일부 지방에서는 라오빙과 다른 빙 종류가 주식이 되기도 했다. 라오빙은 또한 "차오빙"(chaobing)이라는 다른 빙 종류를 만들기 위하여 고기나 여러 채소들과 함께 볶기도 한다. 미국이나 일본 등 중국을 제외한 다른 나라에서도 라오빙이 더 유명해지고 있다. 특히 오스트랄라시아 지방에서는 급속도로 라오빙과 빙이 유명해지고 있다.

## 같이 보기
- 빙
- 중국 요리
- 납작빵